# Dante et Béatrice
Dante et Béatrice est un tableau de 1883 réalisé par le peintre Henry Holiday (en)  et exposé à la Walker Art Gallery de Liverpool, considéré comme son œuvre la plus importante. Exécuté en peinture à l'huile sur toile et mesurant 142,2 × 203,2 cm, il a été acheté par la galerie en 1884.

## Histoire de l'œuvre
À sa mort en 1927, Holiday est décrit comme « le dernier préraphaélite ». De nombreuses œuvres  du peintre britannique Dante Rossetti, y compris Dante's Dream, avaient pour sujet le poète italien Dante Alighieri, et c'est probablement cet intérêt qui a inspiré Holiday pour son propre tableau. Il est basé sur l'œuvre autobiographique de Dante de 1294, La Vita nuova, qui décrit son coup de foudre pour Béatrice Portinari. Dante dit avoir dissimulé cet amour en faisant semblant d'être attiré par d'autres femmes. Le tableau montre une scène dans laquelle Béatrice, ayant entendu des commérages refuse de lui parler. Cet événement est figuré alors que Béatrice et deux autres femmes passent devant le  pont Santa Trinita  à Florence. Béatrice porte une robe blanche et marche à côté de son amie Monna Vanna (en rouge), avec la servante de Béatrice légèrement en retrait, habillée en bleu.
En 1860, Holiday avait peint une autre scène de La Vita Nuova montrant Dante et Béatrice enfants dans le jardin du père de Béatrice et en 1875 un portrait de Dante. Outre cette peinture achevée de Dante et Béatrice, la Walker Art Gallery possède trois dessins préparatoires. Deux d'entre eux représentent tous les personnages, tandis que le troisième est un portrait de Dante seul. Holiday avait également réalisé des statuettes en plâtre des deux principales figures féminines dénudées auxquelles il a ensuite ajouté des vêtements. Celles-ci appartiennent également à collection de la galerie. L'identité des modèles féminins est connue : il s'agit d'Eleanor Butcher pour Béatrice, de Milly Hughes pour Monna Vanna et de  Kitty Lushington pour la servante.

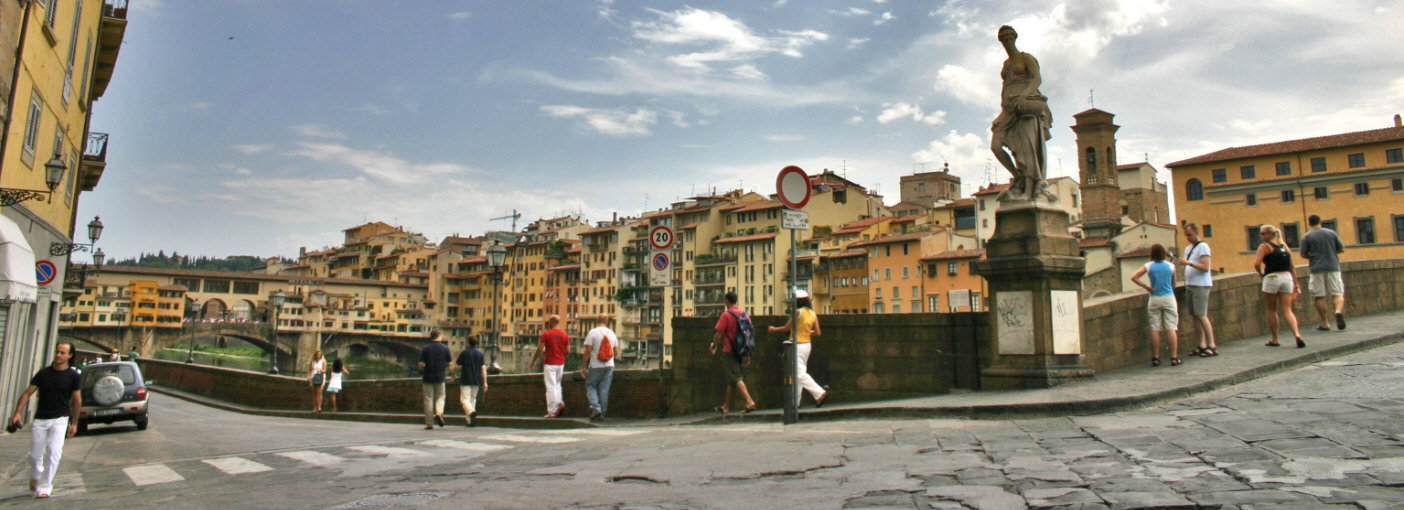
Vue d'ensemble du Lungarno degli Acciaiuoli en 2005, sous un angle légèrement différent de celui représenté 122 ans plus tôt par Holiday. La statue visible à l'angle du ponte Santa Trinita, au premier plan et à l'endroit précis où la main droite de Dante est posée, est celle de l'une des quatre allégories des Saisons ornant le pont, celle du Printemps.

Soucieux d'exactitude historique, Holiday se rend  à Florence en 1881 pour y effectuer des recherches. Il apprend qu'au XIIIe siècle le Lungarno degli Acciaiuoli, le quai nord de l'Arno entre le Ponte Vecchio (à l'arrière-plan) et le pont Santa Trinita, était pavé de briques et bordé de boutiques ; ces éléments sont montrés dans la peinture. Il apprend également qu'en 1235, le Ponte Vecchio avait été détruit par une crue et était en cours de reconstruction entre 1285 et 1290 ce qui explique la présence d'échafaudages.